# Carex michelii
Espèce
Classification phylogénétique
Carex michelii est une espèce des plantes du genre Carex et de la famille des Cyperaceae.